# Bancada Ativista
Bancada Ativista é um movimento político, fundado em 2016, que atuou candidatando e elegendo ativistas que possuíam pautas em comum, promovendo um mandato coletivo na candidatura de Mônica Seixas para a Assembleia Legislativa de São Paulo nas eleições de 2018. Nas eleições de 2022 o movimento aparentava não estar mais ativo, sendo substituído na candidatura de Seixas pelo coletivo Movimento Pretas.
O grupo nasceu através de integrantes de movimentos sociais que buscavam maior diversificação na representação na política.
A Bancada Ativista atuou em tópicos tipicamente ligados a ideais mais progressistas, como os Direitos Humanos, direitos iguais e a defesa da democracia. O grupo também tinha propostas mais específicas, como a luta a favor das minorias (movimento negro, indígena, LGBTQ+, feminista e pessoas com deficiência), meio ambiente e a desmilitarização da Polícia Militar, incentivando também a participação da sociedade civil na política.
No Brasil, existem outros grupos de parlamentares com funcionamento similar de candidatura coletiva, como o Juntas, representado por Jô Cavalcanti, em Pernambuco.

## História

### Eleição de 2016
Nas eleições de 2016, a Bancada Ativista reuniu oito candidatos de dois partidos políticos, o PSOL e a REDE, para a Câmara Municipal. Cada candidato tinha sua própria candidatura e campanha eleitoral, concomitantemente a atuação da Bancada Ativista. A candidata Sâmia Bomfim, do PSOL, eleita em 2016, era ligada à bancada. Outros candidatos também participaram, como Marcio Black (REDE), Adriana Vasconcellos (PSOL), Douglas Belchior (PSOL), Isa Penna (PSOL), Marina Helou (REDE), Pedro Markun (candidato independente pela REDE) e Todd Tomorrow (PSOL).

### Eleição de 2018
Em 2018, a Bancada Ativista reuniu nove co-candidatos a deputado estadual na Assembleia Legislativa de São Paulo (ALESP). Foi eleita com uma candidatura coletiva, representada apenas por Mônica Seixas, uma vez que, de acordo com o Código Eleitoral brasileiro, apenas uma pessoa física pode aparecer nas urnas. Conseguiu reunir 149.844 votos, tornando-se a maior votação de candidatura coletiva ou compartilhada já teve no Brasil, além da 10ª candidatura com mais votos do estado de São Paulo no ano de 2018.
A candidatura coletiva foi formada por nove ativistas políticos de diversas áreas: Monica Seixas, jornalista e ativista socioambiental; Anne Rammi, ciclista e ativista de causas ligadas à maternidade; Chirley Pankará, indígena e pedagoga; Claudia Visoni, jornalista, ambientalista e agricultora urbana; Erika Hilton, transexual, negra e ativista de direitos humanos; Fernando Ferrari, militante da juventude periférica e da participação popular no orçamento público; Jesus dos Santos, militante da cultura, da comunicação e do movimento negro; Paula Aparecida, professora da rede pública, feminista e ativista pelos direitos dos animais; e Raquel Marques, sanitarista, ativista pela equidade de gênero e do parto humanizado. Após a eleição, o mandato passou a se chamar Mandata Ativista.

### Destituição de Raquel Marques
Em fevereiro de 2021, Raquel Marques foi destituída da Mandata Ativista - nome adotado pelo mandato eleito em 2018 pela Bancada Ativista  - de forma abrupta pelos demais membros por defender a reabertura de escolas fechadas pela pandemia de COVID-19 para alunos de baixa renda e uma maior defesa de pautas voltadas para a educação, por considerar que a bancada concentrava sua atenção apenas em pautas do movimento LGBT. A mensagem foi feita no Dia da Visibilidade Trans, e os comentários acabaram sendo considerados transfóbicos pela Bancada Ativista.
Após sofrer críticas, a Mandata Ativista propôs realizar reuniões para uma reconciliação com Raquel Marques. Posteriormente, em uma postagem no perfil do Facebook da Bancada Ativista, a organização classificou a expulsão de Raquel Marques como "feita de forma autoritária, a portas fechadas e sem sua participação, vai contra qualquer acordo que fizemos quando construímos a Bancada Ativista".